# Каргино (Вологодская область)
Каргино — хутор в Грязовецком районе Вологодской области.
Входит в состав Вохтожского муниципального образования, с точки зрения административно-территориального деления — в Вохтогский сельсовет.
Расстояние по автодороге до районного центра Грязовца — 58,5 км, до центра муниципального образования Вохтоги — 2 км. Ближайшие населённые пункты — Глубокое, Вохтога, Тарасово.
По переписи 2002 года население — 82 человека (38 мужчин, 44 женщины). Преобладающая национальность — русские (99 %).